# Dysnomia (mythologie)
Dysnomia (Oudgrieks Δυσνομία) is een figuur uit de Griekse mythologie, de godin van de wetteloosheid. Zij wordt in de Theogonia van Hesiodos genoemd als een van de dochters van Eris, de godin van de tweedracht. Verder wordt zij slechts sporadisch in de Griekse mythologie genoemd.
In 2006 werd de naam Dysnomia toegekend aan de pas ontdekte maan van de dwergplaneet Eris.